# Chiesa cattolica a Macao
La Chiesa cattolica a Macao è parte della Chiesa cattolica in comunione con il vescovo di Roma, il papa.

## Status
Grazie al regime di parziale autonomia dalla Cina, Macao è insieme ad Hong Kong l'unica diocesi dove la nomina del vescovo locale viene compiuta direttamente dal papa, al di fuori dell'accordo del 2018 tra la Santa Sede e la Repubblica popolare cinese sulla nomina dei vescovi.

## Organizzazione territoriale
Il territorio di Macao (regione amministrativa speciale della Repubblica popolare cinese) è compreso nella diocesi di Macao, immediatamente soggetta alla Santa Sede.
La popolazione cattolica corrisponde a circa 31.000 persone su un totale di 650.000 abitanti, corrispondenti al 5% del totale.

## Rappresentanza diplomatica
Macao rientra nella giurisdizione della nunziatura apostolica in Cina, con sede a Taiwan.